# Конюшки (Липецкая область)
Конюшки — село Чаплыгинского района Липецкой области, административный центр Конюшковского сельсовета. 

## Географическое положение
Село расположено на берегу реки Сухая Кобельша в 4 км на северо-восток от ж/д станции Троекурово и в 28 км на север от райцентра города Чаплыгин.

## История
В XIX — начале XX века сельцо Подвислово (Конюшки) входило в состав Ведновской волости Раненбургского уезда Рязанской губернии. В 1906 году в селе было 62 двора.
С 1928 года село Конюшки являлось центром Конюшковского сельсовета Троекуровского района Козловского округа Центрально-Чернозёмной области. После Великой Отечественной войны к селу были отнесены упразднённые деревни Соколовка, Чеглоковка, Кораблино и Писцово. С 1954 года село в составе Липецкой области, с 1963 года — в составе Чаплыгинского района.

## Население
| 1859 | 1906 | 2010 |
| ---- | ---- | ---- |
| 278  | ↗451 | ↘443 |